# Šumi gorodok
Šumi gorodok (Шуми городок) è un film del 1939 diretto da Nikolaj Fёdorovič Sadkovič.